# 이일향
이일향(李一香, 1930년 ~ 2024년 11월 2일)는 대한민국의 시인이자 기업인이다.

## 학력
- 1946년 경북여자고등학교 졸업
- 1953년 효성여자대학교 국어국문학과 입학
- 1955년 효성여자대학교 국어국문학과 졸업
- 효성여자대학교 문학사 명예학사

## 경력
- 사조산업 창업자
- 사조산업 이사
- 사조산업 명예회장
- 1983년 취암장학재단 설립자
- 여성시조문학회 회장
- 한국시조시인협회 이사
- 한국문인협회 자문위원
- 국제펜클럽 한국본부 고문

## 상훈
- 1989년 제8회 중앙시조대상 신인상
- 1991년 제7회 윤동주 문학상 우수상
- 1992년 제24회 신사임당상 문학부문
- 1993년 제18회 노산문학상 시조부문
- 1999년 제16회 정운시조문학상
- 2008년 제6회 앨트웰 펜문학상 시조부문
- 2011년 제14회 한국가톨릭문학상 시부문
- 2017년 제9회 구상문학상

## 데뷔
- 1983년 시조문학 등단

## 저서
- 밀물과 썰물사이 (1990년)
- 석일당 시초 (1991년)
- 구름해법 (1995년)
- 시간속에서 (1998년)
- 목숨의 무늬 (1998년)
- 그 곳에서도 (2000년)
- 구름동행 (2006년)
- 이승 밖의 노래 (2006년)
- 기도의 섬 (2008년)
- 기대어 사는 집 (2010년)
- 노래는 태워도 재가 되지 않는다 (2016년)

## 가족 관계
- 부친: 이설주 (1908년 4월 12일 ~ 2001년 4월 20일)
  - 배우자: 주인용 (1921년 ~ 1978년)
    - 장남: 주진우 (1949년 8월 28일 ~ )
    - 차남: 주제홍 (1981년 ~ 2014년 7월 24일)
    - 딸: 주영주, 주연아, 주안나